# Lady Yakuza : Chronique des joueurs
Série Lady Yakuza
Lady Yakuza : L'Héritière
(1969) Lady Yakuza : Le Retour d'Oryū
(1970)
Pour plus de détails, voir Fiche technique et Distribution.
Lady Yakuza : Chronique des joueurs (緋牡丹博徒 鉄火場列伝, Hibotan bakuto: Tekkaba retsuden) est un film japonais de Kōsaku Yamashita sorti en 1969. C'est le 5e des huit films qui composent la série Lady Yakuza (緋牡丹博徒, Hibotan bakuto).

## Synopsis
Oryū se rend dans la préfecture de Tokushima afin d'accueillir Seikichi, un homme de son clan, pour sa sortie de prison, mais il est gravement malade et meurt au bout de quelques jours. Oryū demande à Kohei Eguchi de l'héberger et de lui permettre de travailler jusqu'à la cérémonie du 49e jour après le décès de son compagnon, car son fief sur l'île de Kyūshū se trouve loin. Kohei Eguchi accepte, à la condition formelle qu'elle se comporte comme une femme ordinaire et non comme une yakuza.
Kohei Eguchi, lui-même ancien chef du clan Tokumasa, a renoncé à sa condition de yakuza et vit désormais du commerce de l'indigotier. Oryū travaille aux côtés des métayers qui cultivent l'indigotier et constate leurs difficiles conditions de vie, certains étant obligés de vendre leurs filles pour payer leurs dettes. Kohei Eguchi accepte d'être le porte-parole des métayers auprès des grossistes qui leur louent des terres afin qu'ils baissent leur loyer. Face au refus essuyé, ils décident de se révolter et de cesser de livrer le fruit de leur travail.
Le clan Tokumasa voit d'un très mauvais œil cette révolte qui risque de compromettre le tournoi de carte annuel qu'ils organisent lors de la fête des morts, où les grossistes dépensent une fortune. Ils sont prêts à tout pour briser la révolte et faire reprendre le travail, mettant ainsi à mal la promesse d'Oryū faite à Eguchi.

## Fiche technique
- Titre français : Lady Yakuza : Chronique des joueurs[1]
- Titre original : (緋牡丹博徒 鉄火場列伝 (Hibotan bakuto: Tekkaba retsuden?)
- Réalisation : Kōsaku Yamashita
- Scénario : Kazuo Kasahara (ja) et Norifumi Suzuki
- Photographie : Osamu Furuya (ja)
- Musique : Takeo Watanabe
- Décors : Seiji Yada
- Montage : Shintarō Miyamoto
- Producteur : Gorō Kusakabe et Kōji Shundō
- Sociétés de production : Tōei
- Pays de production :  Japon
- Langue originale : japonais
- Format : couleur — 2,35:1 — son mono
- Genre : drame ; yakuza eiga
- Durée : 110 minutes (métrage : dix bobines - 3 008 m[2])
- Date de sortie :
  - Japon : 1er octobre 1969[2]

## Distribution
- Junko Fuji : Ryuko Yano / Oryū
- Kōji Tsuruta : Sanji Eto
- Kyōsuke Machida (ja) : Kohei Eguchi
- Tetsurō Tanba : Koshiro
- Bin Amatsu (ja) : Narutogawa
- Hiroshi Nawa (ja) : Yukichi Takei, le chef du clan Tokumasa
- Kōtarō Satomi (ja) : Senkichi, un homme du clan Tokumasa
- Hiroko Sakaki : Hanae
- Yoshihiro Igarashi (ja) : Inokichi, le frère de Hanae
- Seizaburō Kawazu (ja) : Kannonji
- Tomisaburō Wakayama : Torakichi Kumasaka, dit Kumatora
- Yasumori Hikita : Tsurukichi, un homme du clan Kumasaka
- Keiji Takamiya (ja) : Seikichi, un homme du clan Yano
- Masami Furukido : Okayo, la fille adoptive de Sanji
- Ryō Nishida (ja)
- Yuriko Mishima (ja)
- Kinji Nakamura (ja)

## Les films de la sérieLady Yakuza
La série comprend huit films qui appartiennent au genre ninkyo eiga (ou  « films de chevalerie ») une branche du film de yakuza qui relate l'affrontement mortel entre ceux qui s'efforcent de suivre le code moral des yakuzas et ceux qui le dévoient en transformant leur clan en organisations criminelles sans foi ni loi.
Les films de la série :
- 1968 : Lady Yakuza : La Pivoine rouge (緋牡丹博徒, Hibotan bakuto?) de Kōsaku Yamashita
- 1968 : Lady Yakuza : La Règle du jeu (緋牡丹博徒 一宿一飯, Hibotan bakuto: Isshuku ippan?) de Norifumi Suzuki
- 1969 : Lady Yakuza : Le Jeu des fleurs (緋牡丹博徒 花札勝負, Hibotan bakuto: Hanafuda shōbu?) de Tai Katō
- 1969 : Lady Yakuza : L'Héritière (緋牡丹博徒 二代目襲名, Hibotan bakuto: Nidaime shūmei?) de Shigehiro Ozawa
- 1969 : Lady Yakuza : Chronique des joueurs (緋牡丹博徒 鉄火場列伝, Hibotan bakuto: Tekkaba retsuden?) de Kōsaku Yamashita
- 1970 : Lady Yakuza : Le Retour d'Oryū (緋牡丹博徒 お竜参上, Hibotan bakuto: Oryū sanjō?) de Tai Katō
- 1971 : Lady Yakuza : Prépare-toi à mourir ! (緋牡丹博徒 お命戴きます, Hibotan bakuto: Oinochi itadaki masu?) de Tai Katō
- 1972 : Lady Yakuza : Le Code yakuza (緋牡丹博徒 仁義通します, Hibotan bakuto: Jingi tōshi masu?) de Buichi Saitō